# Дикхолцен
Дикхолцен (њем. Diekholzen) општина је у њемачкој савезној држави Доња Саксонија. Једно је од 40 општинских средишта округа Хилдесхајм. Према процјени из 2010. у општини је живјело 6.699 становника. Посједује регионалну шифру (AGS) 3254011.

## Географски и демографски подаци
Дикхолцен се налази у савезној држави Доња Саксонија у округу Хилдесхајм. Општина се налази на надморској висини од 118 метара. Површина општине износи 30,2 km². У самом мјесту је, према процјени из 2010. године, живјело 6.699 становника. Просјечна густина становништва износи 222 становника/km².

## Међународна сарадња
| Мјесто | Држава    | Врста сарадње | Од    |
| ------ | --------- | ------------- | ----- |
| Комблу | Француска | партнерство   | 1971. |
| Извор  |           |               |       |